# راجرزویل (ویسکانسین)
راجرزویل (به انگلیسی: Rogersville) یک منطقهٔ مسکونی در ایالات متحده آمریکا است که در شهرستان فوند دو لک، ویسکانسین واقع شده‌است. راجرزویل ۲۷۷٫۰۷ متر بالاتر از سطح دریا واقع شده‌است.